# 850

## Събития
- Кюл Билге Карахан поставя началото на династията на Караханидите в Кашгария